# Leonor de Montfort
Leonor de Montfort, princesa de Gales y señora de Snowdon (1252 – 19 de junio de 1282) era hija de Simón de Montfort, VI conde de Leicester. Es la primera mujer que utilizó el título de princesa de Gales.

## Infancia
Los abuelos maternos de Leonor fueron Juan I de Inglaterra y su esposa, la reina consorte Isabel de Angulema. También por parte materna era sobrina de Enrique III de Inglaterra, Ricardo de Cornualles, Juana, reina de Escocia, Isabel, emperatriz del Sacro Imperio y Juana, señora de Gales.
Cuando Leonor tenía 13 años, su padre y su hermano Enrique murieron en la batalla de Evesham (4 de agosto de 1265). Según los cronistas de la época Nicholas Trivet y William Rishanger, el conde Simón había establecido una alianza con Llywelyn ap Gruffudd, en la que se acordó el matrimonio entre Llywelyn y Leonor.
Tras la muerte del conde Simón, su familia se vio obligada a huir del Reino de Inglaterra. La condesa Leonor puso a salvo a su hija en el convento dominico de Montargis (Francia), fundado por los Montfort.

## Matrimonio con Llywelyn ap Gruffydd
La condesa Leonor murió en la primavera de 1275, y poco después, Llywelyn ap Gruffudd, príncipe de Gales, y Leonor de Montfort se casaron por poderes] (enlace roto disponible en Internet Archive; véase el historial, la primera versión y la última). per verba de praesenti (ley canónica que sanciona el vínculo matrimonial realizado de esta forma, con el consentimiento de ambos cónyuges ante testigos).

## Captura y cautiverio
Leonor inició la travesía de Francia a Gales, evitando pasar por Inglaterra. Al navegar frente a la costa sur de Inglaterra, los dos barcos en los que viajaban Leonor, su hermano Amaury y su séquito, fueron capturados por marineros del puerto de Brístol en las islas Sorlingas. Seis hombres y las tripulaciones de los cuatro barcos de Brístol recibieron una recompensa de 220 marcos. Thomas Larchdeacon, que planeó la captura en nombre de su primo Eduardo I de Inglaterra, recibió 20 libras por orden del rey.
Leonor fue trasladada en barco a Brístol y recluida en el castillo de Windsor, donde pasó cerca de tres años. Fue liberada en 1278 tras la firma del Tratado de Aberconwy entre Eduardo I de Inglaterra y Llywelyn ap Gruffydd.

## Boda
Leonor y Llywelyn se casaron formalmente (secundum formam ecclesie) en la puerta de la catedral, como era costumbre, en Worcester, el día de San Eduardo de 1278. Eduardo entregó a la novia, que era su prima, y pagó la fiesta de la boda.
Antes de que se celebrara la misa de boda, Eduardo insistió en que Llywelyn pusiera su sello en una enmienda que había añadido al acuerdo. Llywelyn no tuvo más alternativa que aceptar, y después afirmó que lo había hecho bajo presión, «movido por el miedo que puede atenazar a un hombre resuelto».
Tras la ceremonia, Leonor se convirtió oficialmente en princesa de Gales y señora de Snowdon.

## Muerte y legado
Leonor murió en el parto de su hija Gwenllian de Gales, el 19 de junio de 1282 en el palacio real de Abergwyngregyn, en la costa norte de Gwynedd, y fue enterrada en el monasterio franciscano de Llanfaes (Anglesey). El monasterio había sido fundado por Llywelyn el grande, abuelo de Llywelyn ap Gruffudd, en memoria de su esposa Juana, señora de Gales (tía materna de Leonor).
El 12 de julio de 1282, varios miembros de séquito personal de Leonor obtuvieron salvoconductos para volver a Inglaterra. Llywelyn ap Gruffudd murió unos meses más tarde, el 11 de diciembre.  Al año siguiente, su hija Gwenllian, de un año de edad, fue capturada por las fuerzas inglesas. Eduardo I la confinó en el lejano priorato de Sempringham, en Lincolnshire, donde permaneció hasta su muerte en 1337.

## Árbol genealógico
|  |                                             |  |  |  |  |  |  |  |  |  |  |  |  |  |  |  |
|  | 8. Simón III de Montfort                    |  |  |  |  |  |  |  |  |  |  |  |  |  |  |  |
|  |                                             |  |  |  |  |  |  |  |  |  |  |  |  |  |  |  |
|  |                                             |  |  |  |  |  |  |  |  |  |  |  |  |  |  |  |
|  | 4. Simón IV de Montfort                     |  |  |  |  |  |  |  |  |  |  |  |  |  |  |  |
|  |                                             |  |  |  |  |  |  |  |  |  |  |  |  |  |  |  |
|  |                                             |  |  |  |  |  |  |  |  |  |  |  |  |  |  |  |
|  | 9. Amicia de Beaumont                       |  |  |  |  |  |  |  |  |  |  |  |  |  |  |  |
|  |                                             |  |  |  |  |  |  |  |  |  |  |  |  |  |  |  |
|  |                                             |  |  |  |  |  |  |  |  |  |  |  |  |  |  |  |
|  | 2. Simón de Montfort, VI conde de Leicester |  |  |  |  |  |  |  |  |  |  |  |  |  |  |  |
|  |                                             |  |  |  |  |  |  |  |  |  |  |  |  |  |  |  |
|  |                                             |  |  |  |  |  |  |  |  |  |  |  |  |  |  |  |
|  | 10. Bouchard V de Montmorency               |  |  |  |  |  |  |  |  |  |  |  |  |  |  |  |
|  |                                             |  |  |  |  |  |  |  |  |  |  |  |  |  |  |  |
|  |                                             |  |  |  |  |  |  |  |  |  |  |  |  |  |  |  |
|  | 5. Alix de Montmorency                      |  |  |  |  |  |  |  |  |  |  |  |  |  |  |  |
|  |                                             |  |  |  |  |  |  |  |  |  |  |  |  |  |  |  |
|  |                                             |  |  |  |  |  |  |  |  |  |  |  |  |  |  |  |
|  | 11. Laurette of Henao                       |  |  |  |  |  |  |  |  |  |  |  |  |  |  |  |
|  |                                             |  |  |  |  |  |  |  |  |  |  |  |  |  |  |  |
|  |                                             |  |  |  |  |  |  |  |  |  |  |  |  |  |  |  |
|  | 1. Leonor de Montfort                       |  |  |  |  |  |  |  |  |  |  |  |  |  |  |  |
|  |                                             |  |  |  |  |  |  |  |  |  |  |  |  |  |  |  |
|  |                                             |  |  |  |  |  |  |  |  |  |  |  |  |  |  |  |
|  | 12. Enrique II de Inglaterra                |  |  |  |  |  |  |  |  |  |  |  |  |  |  |  |
|  |                                             |  |  |  |  |  |  |  |  |  |  |  |  |  |  |  |
|  |                                             |  |  |  |  |  |  |  |  |  |  |  |  |  |  |  |
|  | 6. Juan I de Inglaterra                     |  |  |  |  |  |  |  |  |  |  |  |  |  |  |  |
|  |                                             |  |  |  |  |  |  |  |  |  |  |  |  |  |  |  |
|  |                                             |  |  |  |  |  |  |  |  |  |  |  |  |  |  |  |
|  | 13. Leonor de Aquitania                     |  |  |  |  |  |  |  |  |  |  |  |  |  |  |  |
|  |                                             |  |  |  |  |  |  |  |  |  |  |  |  |  |  |  |
|  |                                             |  |  |  |  |  |  |  |  |  |  |  |  |  |  |  |
|  | 3. Leonor de Inglaterra                     |  |  |  |  |  |  |  |  |  |  |  |  |  |  |  |
|  |                                             |  |  |  |  |  |  |  |  |  |  |  |  |  |  |  |
|  |                                             |  |  |  |  |  |  |  |  |  |  |  |  |  |  |  |
|  | 14. Aymer of Angulema                       |  |  |  |  |  |  |  |  |  |  |  |  |  |  |  |
|  |                                             |  |  |  |  |  |  |  |  |  |  |  |  |  |  |  |
|  |                                             |  |  |  |  |  |  |  |  |  |  |  |  |  |  |  |
|  | 7. Isabel de Angulema                       |  |  |  |  |  |  |  |  |  |  |  |  |  |  |  |
|  |                                             |  |  |  |  |  |  |  |  |  |  |  |  |  |  |  |
|  |                                             |  |  |  |  |  |  |  |  |  |  |  |  |  |  |  |
|  | 15. Alicia de Courtenay                     |  |  |  |  |  |  |  |  |  |  |  |  |  |  |  |
|  |                                             |  |  |  |  |  |  |  |  |  |  |  |  |  |  |  |
|  |                                             |  |  |  |  |  |  |  |  |  |  |  |  |  |  |  |